# Navašinskij rajon
Il Navašinskij rajon (in russo Навашинский район?) era un distretto (rajon) dell'oblast' di Nižnij Novgorod, nella Russia europea, con capoluogo Navašino. Dal 2015 è stato trasformato in circondario urbano della città di Navašino (Городской округ город Навашино, Gorodskoj okrug della città di Navašino).